# Lea Goldbergová

Rukopis Ley Goldbergové

Lea Goldbergová (hebrejsky לאה גולדברג‎, ‎29. května 1911, Königsberg – 15. ledna 1970, Jeruzalém) byla izraelská básnířka, spisovatelka, dramatička, překladatelka a vysokoškolská pedagožka.

## Biografie
Narodila se v Königsbergu v Pruském království, které v té době tvořilo Německé císařství, do židovské rodiny Avrahama a Cily Goldbergových, žijící v asi 220 kilometrů na východ vzdáleném Kaunasu (do Königsbergu její matka přijela porodit kvůli lepším podmínkám v tamějších nemocnicích). Když v roce 1914 vypukla první světová válka, Goldbergovi se i s tříletou Leou uchýlili do carského Ruska, kde strávili rok v tvrdých podmínkách. Narodil se zde její bratr Imanuel, který se však nedožil prvního roku života. V roce 1919 se rodina vypravila zpět do Kaunasu, který se mezitím stal součástí Litvy. Goldbergová ve své autobiografii uvádí, že je na hranicích zadržela litevská pohraniční stráž, která jejího otce obvinila z toho, že je bolševický špion. Následně jej zatkli a zamkli do nedaleké opuštěné stáje, odkud ho každé ráno po dobu jednoho týdne vedli na popraviště, kde však popravu na poslední chvíli zrušili. Když Goldbergovy pohraničníci konečně propustili, její otec byl již ve špatném psychickém stavu. Po návratu již nebyl schopen normálního života a byl hospitalizován v ústavu pro choromyslné. S manželkou se nakonec rozvedl a rodinu opustil.

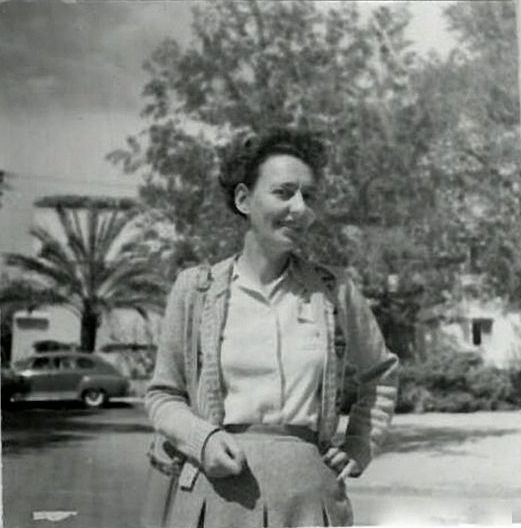
Goldbergová v roce 1946

Její rodiče hovořili mnohými jazyky, až na hebrejštinu. Tu se Goldbergová začala učit již v útlém věku na základní škole. V deseti letech si v ní začala psát osobní deník. První zápisky sice ještě nesly známky nedostatečné vyjadřovací schopnosti v tomto jazyce a vliv ruštiny, byla však odhodlaná si deník v hebrejštině vést, a v krátké době jazyk ovládla. Přestože dokázala plynně hovořit a psát v řadě evropských jazyků, veškerou svou tvorbu a deníky psala výhradně hebrejsky. V roce 1926 si v patnácti letech do deníku poznamenala: „Nepříznivé podmínky hebrejských spisovatelů pro mne nejsou tajemstvím (…) Psát jiným jazykem než hebrejštinou je pro mne stejné, jako nepsat vůbec. Přesto chci být spisovatelkou (…) To je můj jediný cíl.“
Studovala semitské jazyky a němčinu na Humboldtově univerzitě v Berlíně a univerzitě v Bonnu, kde získala doktorát. V roce 1935 přesídlila do Tel Avivu v britské mandátní Palestině, kde se stala členskou sionistické skupiny hebrejských básníků původem z východní Evropy, známé jako Jachdav (יחדיו‎). V jejím čele stál Avraham Šlonski a charakterizovalo ji dodržování symbolismu typického pro ruský akméismus, a odmítnutí stylu hebrejské poezie, běžné mezi starší generací básníků typu Chajima Nachmana Bialika. Pracovala jako středoškolská učitelka a zkraje si na živobytí vydělávala tvorbou reklam. Poté začala pracovat jako editorka hebrejských deníků Davar a Al ha-mišmar. Zároveň byla editorkou dětských knih v nakladatelství Sifrijat po'alim a psala divadelní recenze a literární sloupky. V roce 1954 začala vyučovat literaturu na Hebrejské univerzitě v Jeruzalémě, kde postupně stoupala v akademických hodnostech, až se v roce 1963 stala profesorkou a vedoucí katedry srovnávací literatury.

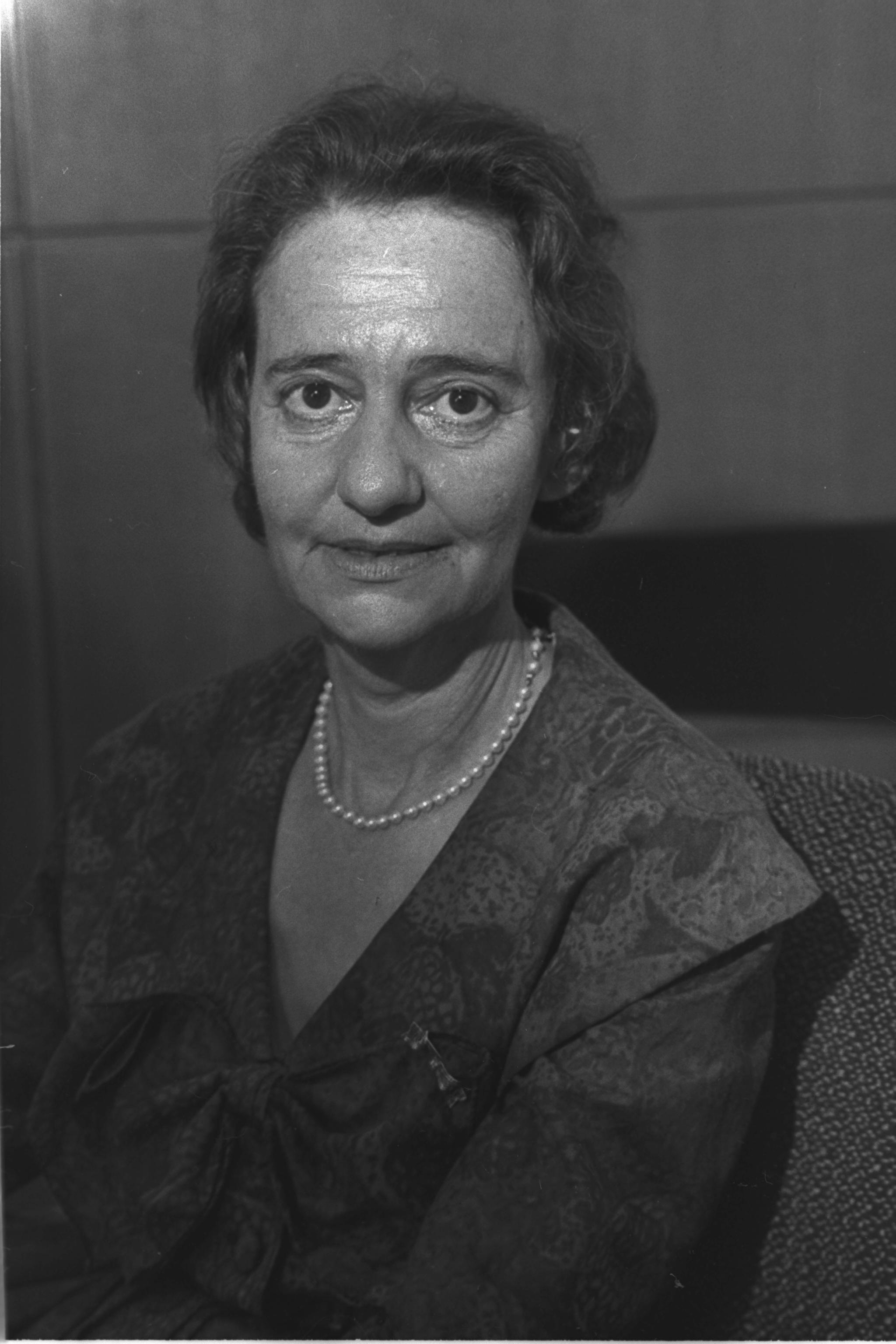
Goldbergová v roce 1962

Psala hebrejskou poezii, drama a dětské knížky. Mezi poslední zmíněné patří třeba Dira lehaskir (דירה להשכיר‎, „Byt k pronájmu“) a Nisim ve-nifla'ot (ניסים ונפלאות‎, „Zázraky a divy“). Díky znalosti ruštiny, litevštiny, němčiny, italštiny, francouzštiny a angličtiny přeložila mnoho děl zahraniční literatury do moderní hebrejštiny. Mezi její překlady patří například Vojna a mír od Tolstého a mnohá díla od Rilkeho, Manna, Čechova, Achmatovové, Shakespeara a Petrarcy.
Za své dílo byla několikrát oceněna. V roce 1949 obdržela Ruppinovu cenu, v roce 1956 Šlonskiho cenu, roku 1960 Kugelovu cenu, o osm let později Newmanovu cenu a nakonec v roce 1970 (již posmrtně) Izraelskou cenu za literaturu. Druhé zmíněné ocenění je udíleno od roku 1953 a patří mezi nejvyšší izraelská státní vyznamenání.
Nikdy se nevdala a neměla děti. Žila spolu se svou matkou v Tel Avivu a později v Jeruzalémě. Byla těžká kuřačka a zemřela v lednu 1970 ve věku 58 let na karcinom plic. Je pohřbena na hřbitově Har ha-Menuchot v Jeruzalémě.
V roce 2005 byla v celostátní soutěži 200 největších Izraelců izraelského internetového deníku Ynetnews zvolena 87. největším Izraelcem všech dob. Roku 2011 bylo oznámeno, že Lea Goldbergová bude jednou ze čtyř izraelských básníků (společně s Rachel Bluwsteinovou, Ša'ulem Černichovskim a Natanem Altermanem), kteří budou vyobrazeni na izraelských bankovkách.